# Liste der französischen Botschafter in der DDR
Liste der Botschafter Frankreichs in der Deutschen Demokratischen Republik:
| Ernannt/Akkreditiert | Name                                   | Besonderheiten                                                    | Posten verlassen |
| -------------------- | -------------------------------------- | ----------------------------------------------------------------- | ---------------- |
| 1973                 | Jacques Jessel                         | Geschäftsträger                                                   | 1974             |
| 1974                 | Bernard Guillier de Chalvron           | 1955 politischer Berater des französischen Kommandanten in Berlin | 1976             |
| 1976                 | Henry Bayle                            |                                                                   | 1981             |
| 1981                 | Comte Xavier Marie du Cauzé de Nazelle |                                                                   | 1981             |
| 1981                 | Erick Deshors                          |                                                                   | 1986             |
| 1986                 | Joëlle Timsit                          |                                                                   | 1990             |